# Leptopenus
Genre
Leptopenus est un genre de coraux durs de la famille des Meandrinidae.

## Liste d'espèces
Le genre Leptopenus comprend les espèces suivantes :
| Selon World Register of Marine Species (9 juillet 2015) : - Leptopenus antarcticus Cairns, 1989 - Leptopenus discus Moseley, 1881 - Leptopenus hypocoelus Moseley, 1881 - Leptopenus solidus Keller, 1977 | Selon ITIS (9 juillet 2015) : - Leptopenus antarcticus Cairns, 1989 - Leptopenus discus Moseley, 1881 - Leptopenus hypocoelus Moseley, 1881 - Leptopenus irinae Keller, 1977 - Leptopenus solidus Keller, 1977 |